# Cremino (cioccolatino)
Il cremino è un tipo di cioccolatino a forma di cubo composto da due strati di cioccolato gianduia inframmezzati da una pasta di cioccolato contenente nocciole, caffè o limone solitamente avvolto poi in una pellicola di alluminio con una fascetta di carta che riporta il marchio della ditta produttrice.

## Storia
Questo cioccolatino fu inventato nella seconda metà del XIX secolo, precisamente nel 1858, da Ferdinando Baratti che aveva aperto col socio Edoardo Milano una liquoreria-confetteria a Torino col nome di "Baratti & Milano"; tuttavia i primi documenti ufficiali in merito risalgono soltanto al 1934.
Oggi sono produttrici di cremini diverse aziende italiane tra cui: Caffarel, Feletti, Majani, Pernigotti, Venchi e San Carlo.

## Cremino FIAT
Al cremino è legata anche la casa automobilistica FIAT che nel 1911 lanciò un concorso fra i cioccolatieri d'Italia per creare un nuovo cioccolatino in occasione del lancio del nuovo modello Tipo 4. Il concorso venne vinto dalla Majani di Bologna, prima azienda del cioccolato nata in Italia nel 1796, che realizzò un cremino con quattro strati invece di tre, gli strati scuri composti da cioccolato gianduja e quelli chiari da cioccolato con pasta di mandorle. Il cremino FIAT è tuttora uno dei principali prodotti dolciari commercializzati dalla cioccolateria Majani.